# Svecomania
Il movimento svecomane (in svedese Svekoman, IPA: sveːkʊˈmɑːn, Finlandese Svedese: sveːkuˈmɑːn) era un movimento nazionalista suecofilo o filo-svedese sorto nel Granducato di Finlandia alla fine del XIX secolo principalmente come reazione alle richieste di un maggiore uso del finlandese presentate con vigore dal movimento fennomane. Il movimento nazionalista dei fennomani aveva richiesto che lo svedese fosse sostituito dal finlandese nella pubblica amministrazione, nei tribunali e nelle scuole. All'epoca finlandese e svedese erano parlati rispettivamente dall'85 e dal 15 percento della popolazione del ducato.
Le idee degli "svecomani" furono una parte importante del dibattito pubblico degli anni 1870 e 1880 che fu evocato dal ripristino della Dieta di Finlandia, che ora si riuniva ogni tre anni.

## Storia
La Finlandia faceva parte della Svezia dall'Alto Medioevo fino alla guerra finlandese del 1808-1809, quando fu ceduta alla Russia e fece un Granducato all'interno dell'Impero russo. Sebbene il finlandese fosse la lingua della maggioranza del nuovo Granducato, una minoranza significativa parlava svedese. Lo svedese era stata la lingua dell'amministrazione e delle istituzioni educative quando la Finlandia faceva parte del regno svedese.
Gli svecomani sostenevano l'idea che la Finlandia ospita due popoli, o nazioni, che parlano lingue diverse, con culture diverse e che provengono da parti separate del paese. In accordo con la scienza contemporanea, questi due popoli furono di conseguenza indicati come membri di diverse "razze". Questa idea era radicalmente nuova. Fino ad allora la popolazione rurale di lingua svedese era stata per lo più ignorata, ma ora questa minoranza era considerata importante e direttamente associata all'élite della Finlandia.
La disputa linguistica tra fennomani e svecomani di questi decenni rispecchiava anche divisioni politiche più generali:
- I fennomani furono favoriti dalle autorità russe, mentre gli svecomani canalizzarono la rimanente paura dei russi e l'attaccamento culturale contro il loro antico nemico, la Svezia.
- Dopo la guerra di Crimea, quando le città di lingua svedese sulla costa meridionale della Finlandia e la flotta mercantile erano state gravemente danneggiate, le opinioni neutrali ricevettero un forte sostegno da parte della Svezia orientale più colta.
- I fennomani erano principalmente dominati dal clero, gli svecomani da industriali e accademici di altre facoltà oltre a quella teologica. Il leader spirituale degli svecomani era il linguista Axel Olof Freudenthal, che aveva anche pretese di supremazia razziale.

Il sentimento di unità tra la popolazione rurale di lingua svedese e l'élite di lingua svedese (i resti dell'élite svedese) è l'eredità duratura del movimento svecomane e questa è diventata l'idea centrale del Partito popolare svedese, che è stato fondato dopo l'introduzione di suffragio uguale e comune nel 1906.